# Jîjnîkivți, Bilohirea
Jîjnîkivți (în ucraineană Жижниківці) este un sat în comuna Hulivți din raionul Bilohirea, regiunea Hmelnîțkîi, Ucraina.

## Demografie
Componența lingvistică a localității Jîjnîkivți
     Ucraineană (97,93%)
     Rusă (2,07%)
Conform recensământului din 2001, majoritatea populației localității Jîjnîkivți era vorbitoare de ucraineană (97,93%), existând în minoritate și vorbitori de rusă (2,07%).